# Pride de Berlin
La  Pride de Berlin, également connue sous le nom de Christopher Street Day Berlin, ou CSD Berlin, est une marche des fiertés et un festival organisé chaque année dans la deuxième quinzaine de juillet à Berlin, en Allemagne, pour célébrer les personnes lesbiennes, gays, bisexuelles, transgenres et queer (LGBTQ+) et leurs alliés. L'événement a lieu chaque année depuis 1979. La Pride de Berlin est à la fois l'un des plus grands événements gays et lesbiens organisés en Allemagne et l'un des plus grands d'Europe. Son objectif est de manifester en faveur de l’égalité des droits et de l’égalité de traitement pour les personnes LGBT, ainsi que de célébrer les fiertés de la culture LGBT.

## Histoire
L'événement est organisé en mémoire des émeutes de Stonewall, le premier grand soulèvement des personnes LGBTQ contre les agressions policières aux États-Unis, le 27 juin 1969. Il doit son nom au fait que ces événements ont eu lieu à Christopher Street, dans le quartier de Greenwich Village à New York.
Le premier CSD à Berlin a eu lieu le 30 juin 1979 et a depuis lors lieu chaque année,. En 2012, environ 700 000 personnes ont assisté au défilé, et 500 000 personnes étaient présentes au défilé final à la Porte de Brandebourg, ce qui en fait l'un des plus grands événements de Berlin ainsi que l'une des plus grandes marche des fiertés au monde.

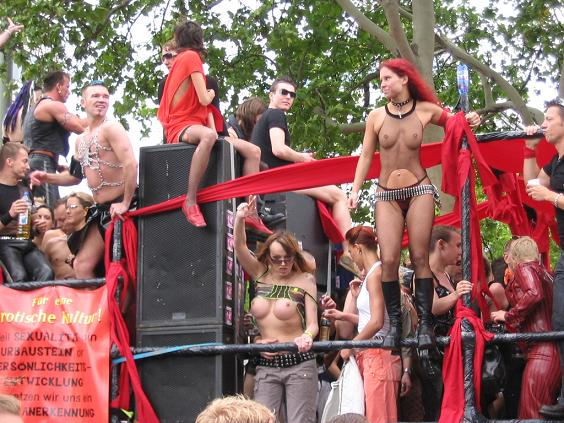
CSD Berlin 2004
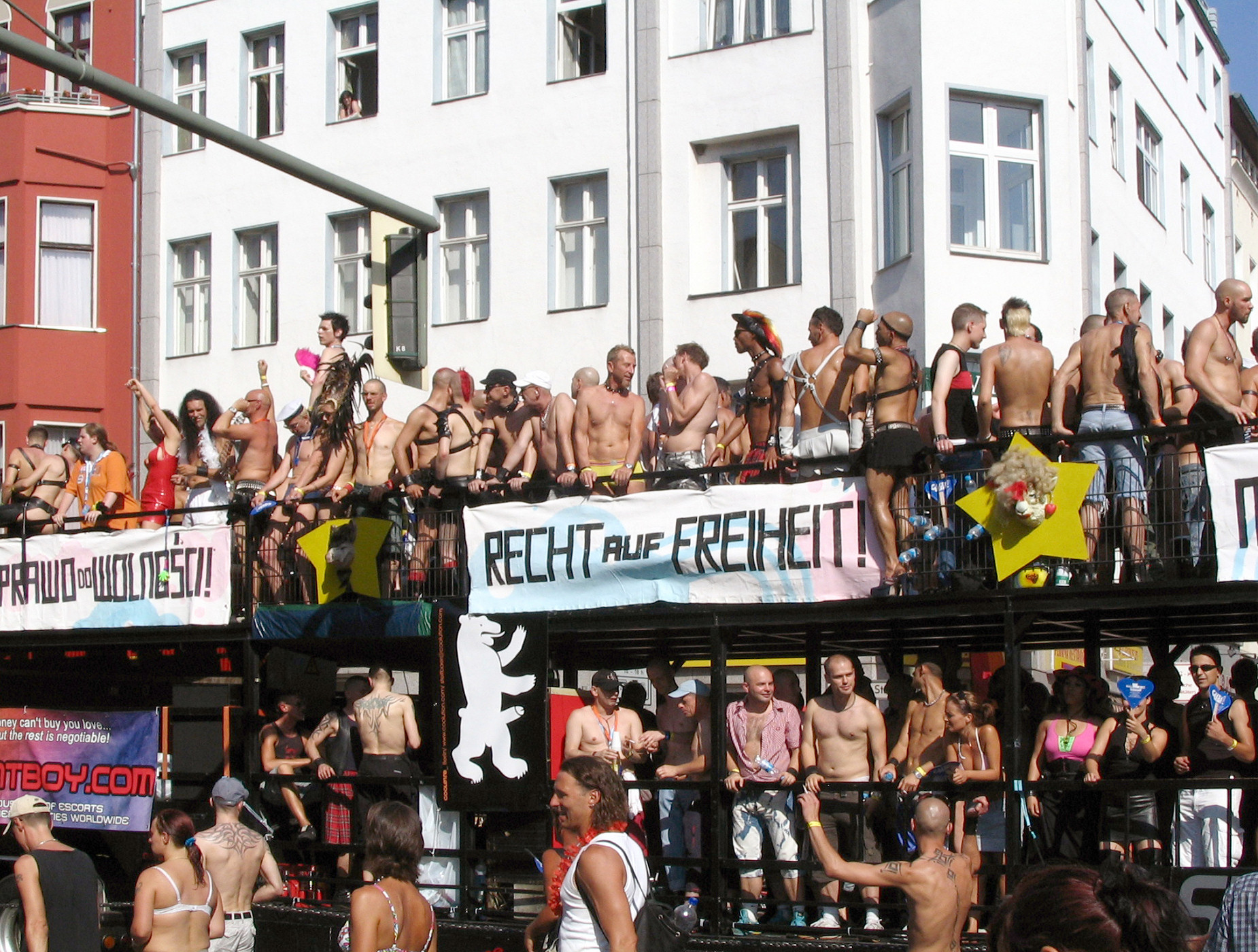
Fierté de Berlin 2006
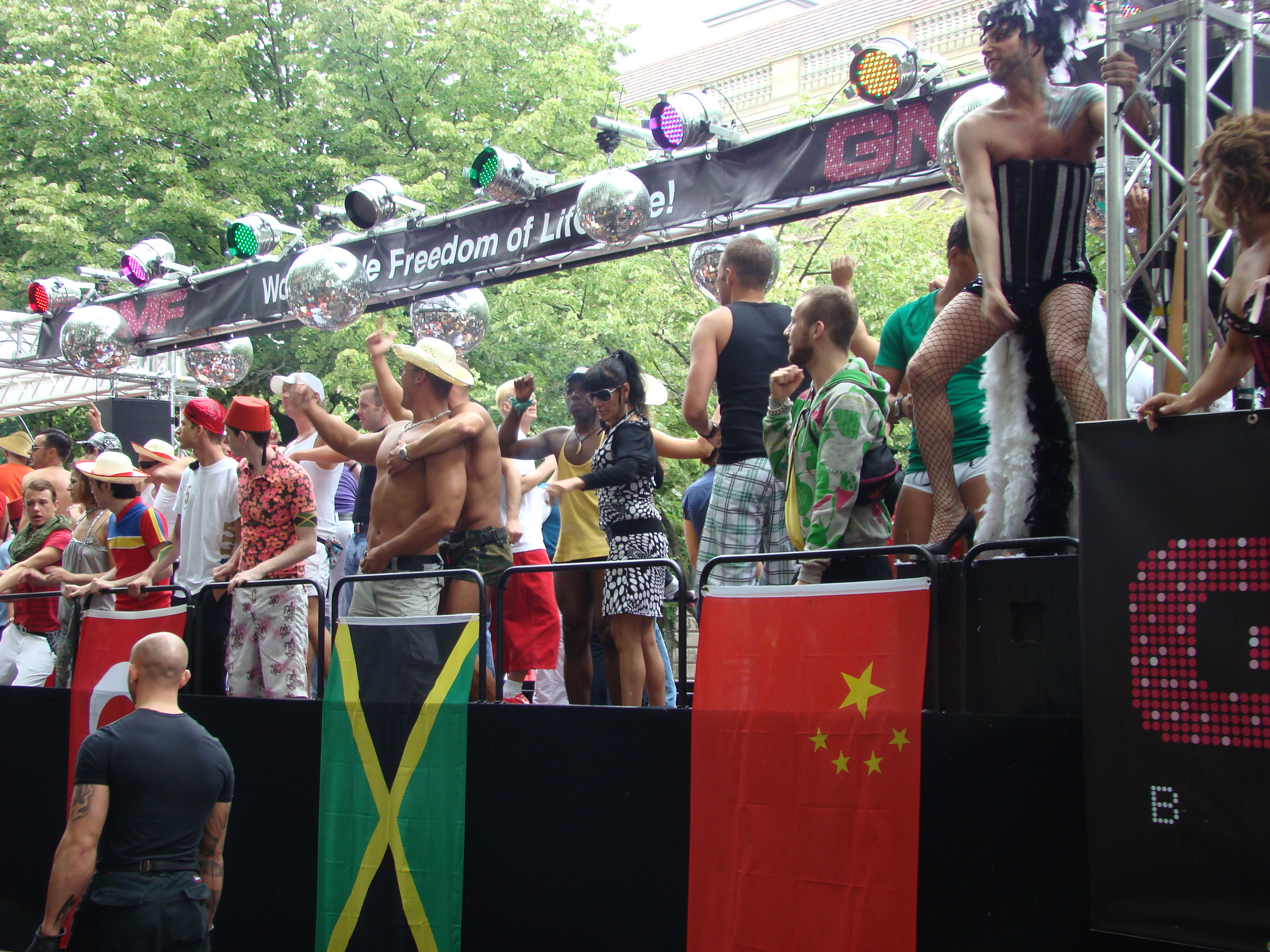
CSD Berlin 2008
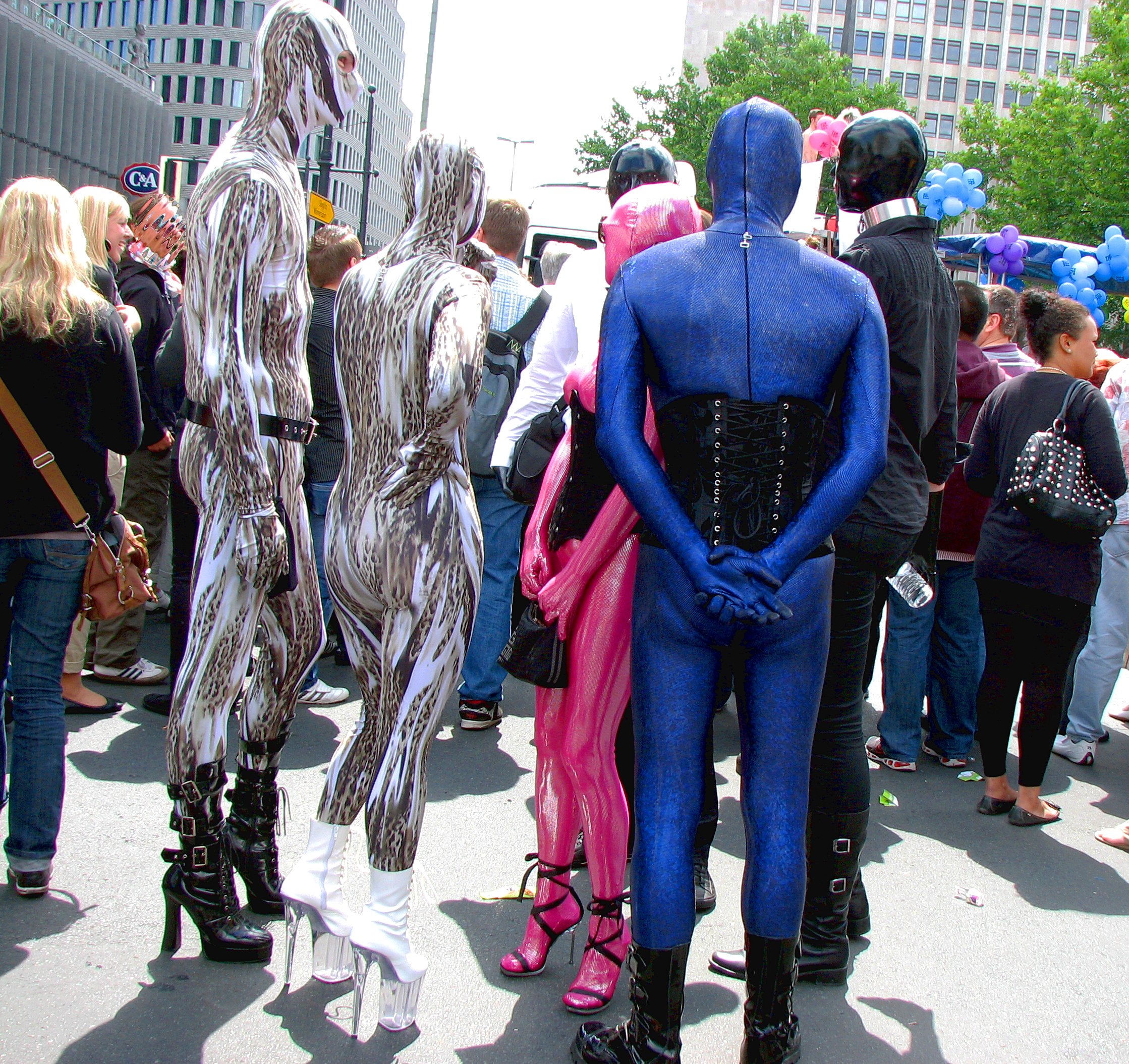
CSD Berlin 2011

### Mots d'ordre et participation au CSD Berlin
Durant les premières années, le CSD de Berlin était un événement relativement petit. De 400 participants en 1979, le nombre est passé lentement à 5 000 personnes en 1989. À partir du milieu des années 1990, le CSD de Berlin se dote d'un mot d'ordre annuel.
Nombre de participants et mots d'ordre depuis 1990 :
| Year | Participants          | Chars | Mot d'ordre (en allemand)                                         |
| ---- | --------------------- | ----- | ----------------------------------------------------------------- |
| 1990 | 15,000                | ?     |                                                                   |
| 1991 | 10,000                | ?     |                                                                   |
| 1992 | 25,000                | ?     |                                                                   |
| 1993 | 30,000                | ?     | Vielfalt und Schwesterlichkeit, Solidarität über alle Grenzen     |
| 1994 | 35,000                | ?     | We are family!                                                    |
| 1995 | 40,000                | ?     |                                                                   |
| 1996 | 50,000                | 60    |                                                                   |
| 1997 | 120,000               | ?     | Andersrum muss gerechnet werden                                   |
| 1998 | 300,000               | ?     | Für eine andere Politik – wir fordern gleiche Rechte              |
| 1999 | 350,000               | 78    | Dreißig Jahre Stonewall                                           |
| 2000 | 500,000               | 81    | Unsere Vielfalt zieht an                                          |
| 2001 | 500,000               | 89    | Berlin stellt sich qu(e)er gegen rechts                           |
| 2002 | 550,000               | 89    | Wir machen Berlin anders! Weltoffen, tolerant queer!              |
| 2003 | 600,000               | 59    | Akzeptanz statt Toleranz                                          |
| 2004 | 450,000               | 71    | Homokulturell – Multisexuell – Heterogen!                         |
| 2005 | 400,000               | 58    | Unser Europa gestalten wir!                                       |
| 2006 | 450,000               | 52    | Verschiedenheit und Recht und Freiheit                            |
| 2007 | 450,000               | 66    | Vielfalt sucht Arbeit                                             |
| 2008 | 500,000               | 48    | Hass du was dagegen?                                              |
| 2009 | 550,000               | 51    | Stück für Stück ins Homo-Glück – Alle Rechte für alle!            |
| 2010 | 600,000               | 52    | Normal ist anders!                                                |
| 2011 | 700,000               | 52    | Fairplay für Vielfalt!                                            |
| 2012 | 700,000               | 46    | Wissen schafft Akzeptanz                                          |
| 2013 | 750,000               | 50    | Schluss mit Sonntagsreden! Demonstrieren! Wählen! Verändern!      |
| 2014 | 500,000               | 29    | LGBTI-Rechte sind Menschenrechte                                  |
| 2015 | 750,000               | 55    | Wir sind alle anders. Wir sind alle gleich.                       |
| 2016 | 500,000               | 51    | Anders. Leben!                                                    |
| 2017 | 400,000               | 58    | Mehr von uns – jede Stimme gegen Rechts                           |
| 2018 | Centaines de milliers | 59    | Mein Körper, meine Identität, mein Leben!                         |
| 2019 | 1,000,000             | 83    | Stonewall 50 – Every riot starts with your voice                  |
| 2021 | 65,000                | N/A   | Save our Community – save our pride                               |
| 2022 | 350,000–600,000       | 96    | United in Love! Gegen Hass, Krieg und Diskriminierung             |
| 2023 | 500,000               | 75    | Be their voice - and ours! ... für mehr Empathie und Solidarität! |

Photos d'événements passés
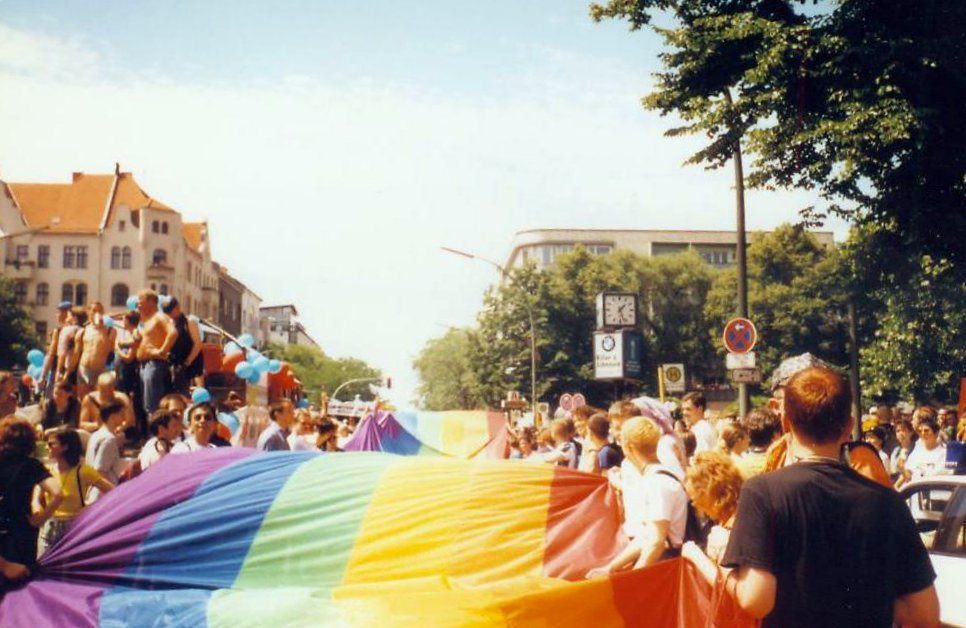
CSD Berlin 1997
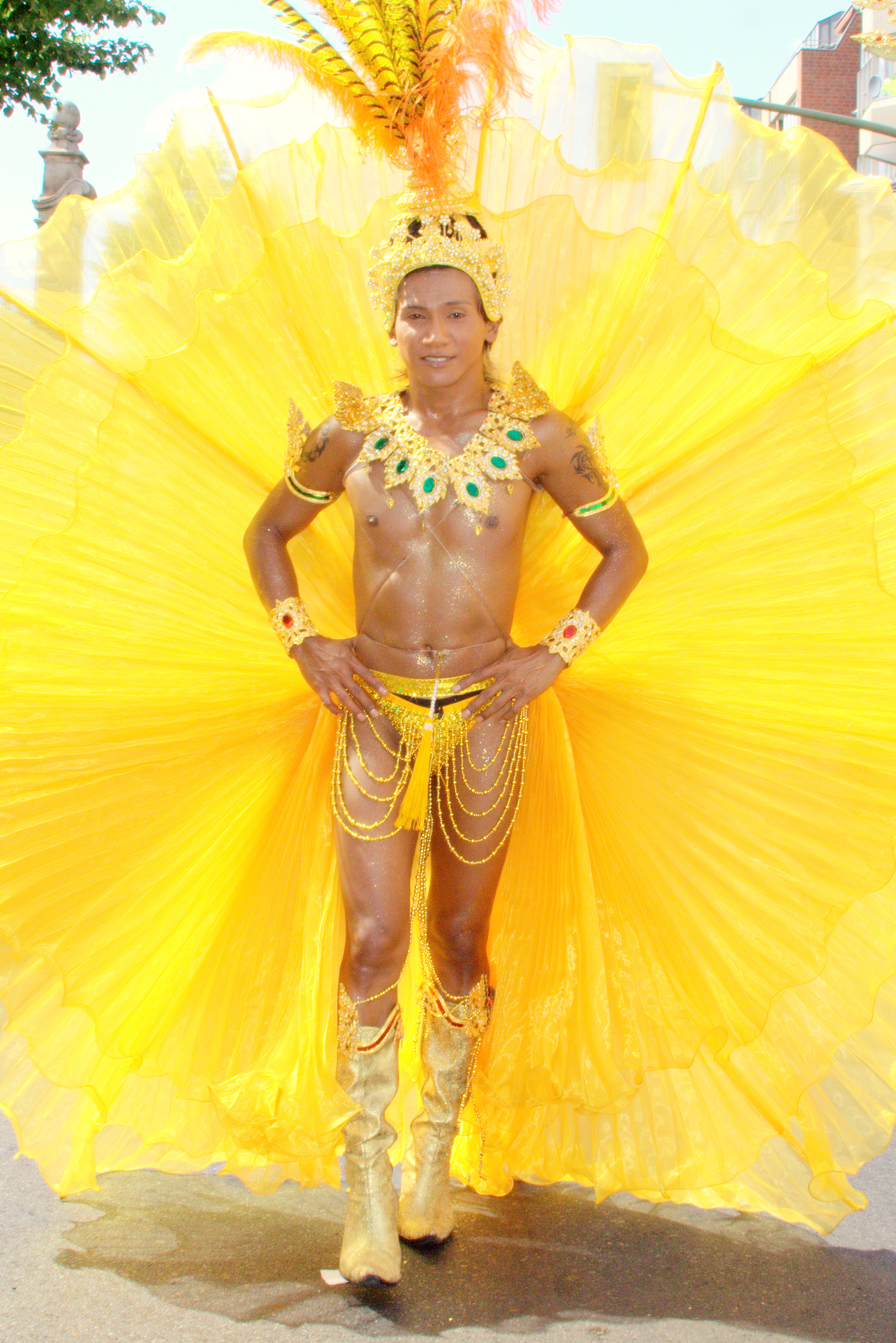
Fierté de Berlin 2006
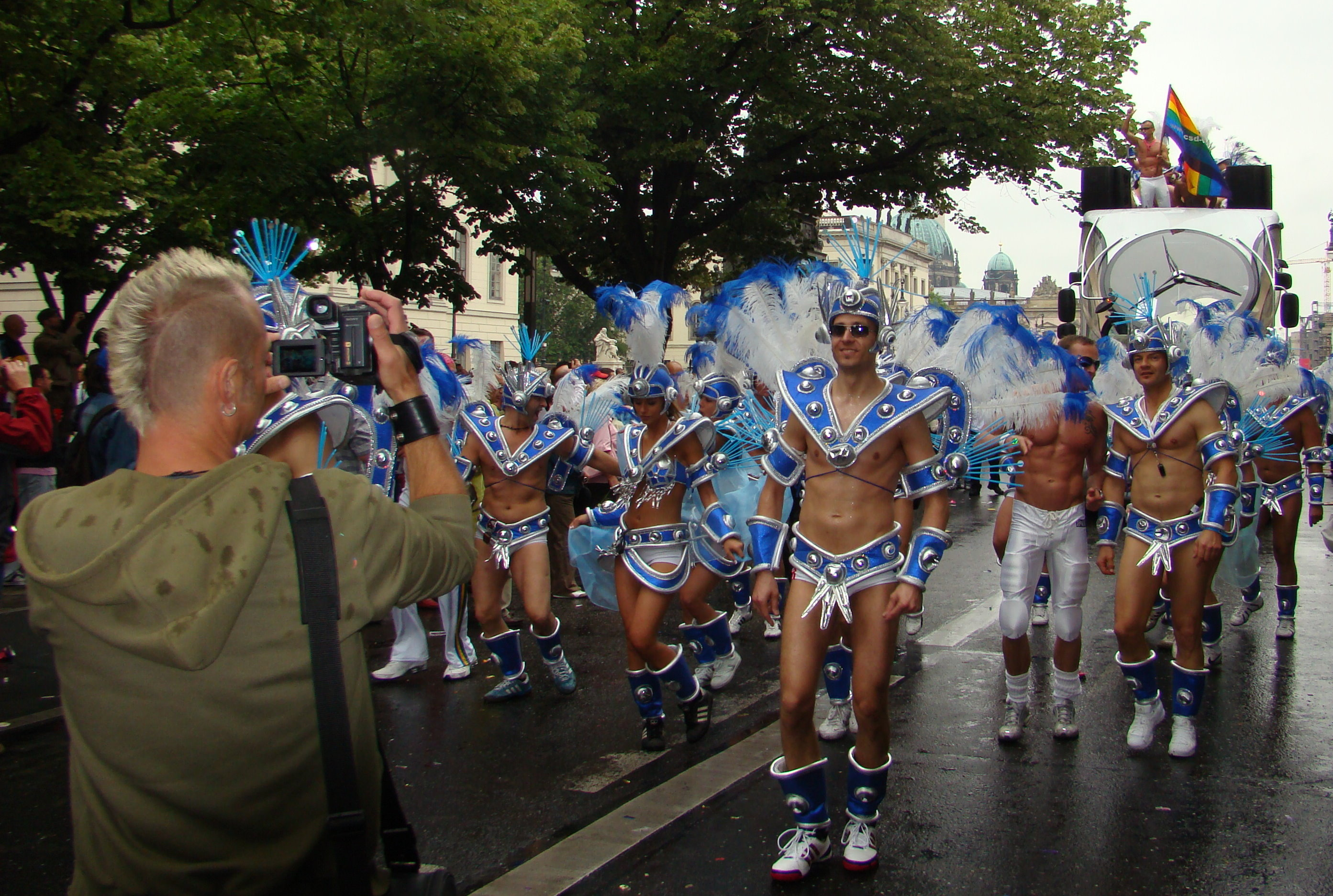
CSD Berlin 2008
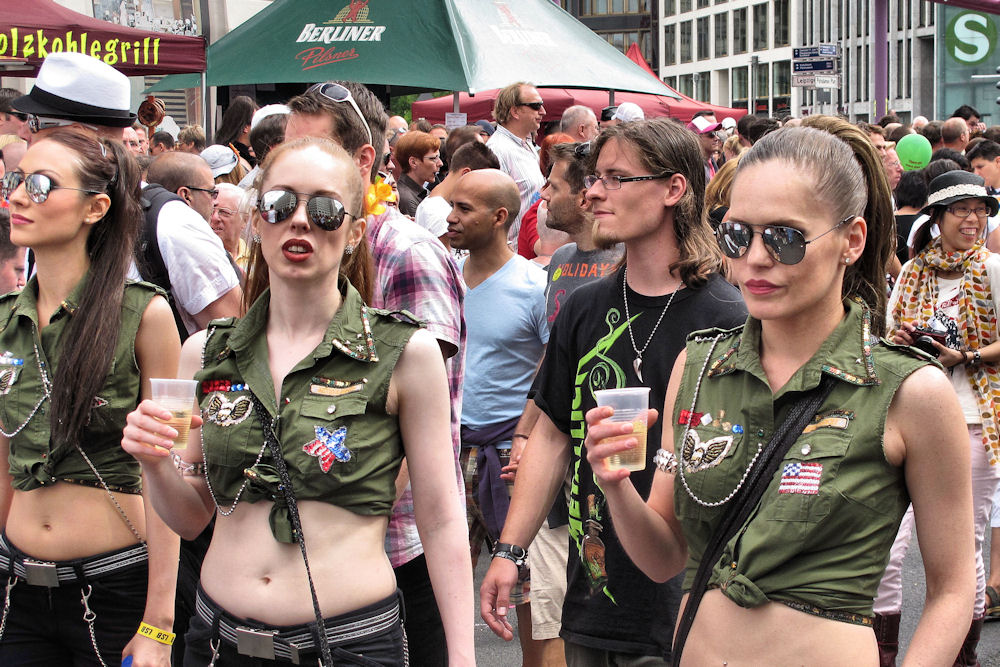
CSD Berlin 2012

## Événements
Le CSD Berlin propose plusieurs événements organisés dans le cadre du festival des fiertés, qui dure un mois et débute généralement fin mai. La Pride Week est la dernière semaine du festival et se conclut par le défilé du CSD. Le Gala CSD a lieu depuis 2011 et est organisé en coopération avec le Palais des Expositions de Friedrichstadt.
Le même mois ont lieu la Kreuzberg Pride et la Gay Night au zoo . Parmi les autres festivals gays à Berlin, on trouve Pâques à Berlin.

## Organisation
Tous les événements CSD sont organisés par la Berliner CSD eV (Association de la Pride LGBT de Berlin). L'organisation a été créée à la fin de 1999. L'association avait pour but de remplacer les trois coordinateurs précédents : le « Sonntags-Club », le « LSVD » et le « Mann-o-Meter », qui organisaient le « CSD Berlin » de 1994 à 1999.
Chaque année, le thème, le mot d'ordre et les revendications politiques du défilé CSD sont déterminés lors de réunions ouvertes appelées « Pride forums », auxquelles tout le monde peut participer.